# Sin with Sebastian
Sin With Sebastian, właściwie Sebastian Roth (ur. 20 września 1971 w Neustadt an der Weinstraße) – niemiecki wokalista popowy.
W 1995 roku wydał piosenkę Shut Up (And Sleep With Me), która zdobyła popularność w Niemczech, Anglii i Austrii.

## Dyskografia
Albumy
- Golden Boy (1995)[4]

Single
- Shut Up (And Sleep With Me) (1995)[5]
- Golden Boy (1995)